# フランクフルト市電R形電車
R形は、ドイツ・フランクフルト・アム・マインの路面電車路線のフランクフルト市電で使用されている電車。同市電で初となる、床上高さが低くバリアフリーに適した超低床電車である。

## 概要
ドイツの大都市であるフランクフルト・アム・マインには、路面電車と同じ規格を有する地下鉄路線（シュタットバーン）のフランクフルト地下鉄と、地上を走る従来型路面電車のフランクフルト市電が併存している。1980年代まではシュタットバーン化による軌道交通の近代化が進められていたが、技術の進歩に伴い床上高さを低くし乗降を容易にした超低床電車の開発が各地で始まったのを機に、路面電車網の拡張や更新による近代化を行う方針へと変更された。一方、当時のフランクフルト市電で使用されていた車両（高床式車両）の多くは耐用年数に達しており、これらに代わる新型電車が必要となった。そこで導入されたのが、ドイツの鉄道車両メーカーであったデュワグが開発した超低床電車のR形である。
全ての車体に台車が設置されている3車体連接車で、車内は床上高さが350 mm（乗降扉付近は300 mm）に抑えられている100 %低床構造を採用している。そのため、台車は全て車軸が存在しない独立車輪型台車となっており、主電動機（水冷式誘導電動機）も各動力台車の車輪外側に設置されている（ハブモーター方式）。運転台は前後車体双方に設置された両運転台式となっており、この形態の路面電車車両で100 %低床構造を用いたのはR形が世界初である。
乗降扉は両側面に4箇所づつ設置されており、そのうち前後車体の右側面、連接面付近の扉下部には車椅子やベビーカー利用客向けの収納式スロープが存在する。車体デザインはハノーファー出身のデザイナーであるハーバード・リンディンガー（Herbert Lindinger）が手掛けており、R形で初めて採用された「スバルビスタブルー（Subaru-vista-blue）」とも呼ばれる青緑色（ターコイズブルーグリーン）一色塗りという塗装パターンは、後に市電や地下鉄を含むフランクフルト市交通公社の公共交通機関全体の標準塗装となっている。

## 運用
当初の計画では合計100両の導入を予定しており、1993年に最初の20両が製造された。だが営業運転開始後に車輪が発生源となった騒音や振動が問題視され、1997年に導入された増備車20両についてはオイルダンパーを追加で設置する事で改善が図られた。しかしその後も車輪の騒音（きしみ音）や電気機器の不調など問題が相次ぎ、更にメーカー側の対応が遅れた結果、フランクフルト市交通公社は2001年に残り60両についての製造契約の打ち切りを発表し、代わりに導入された車両（S形）についても車内に段差が存在するが信頼性に長けている部分超低床電車（フレキシティ・クラシック）に変更された。
その後、2007年には大規模なリニューアル工事が実施され、制動装置の交換や台車の修理、車体修繕などが行われた他、車内の手すりを波状のものに変更するなどよりバリアフリーに適した構造とした。ただし冷暖房双方に対応した空調装置についてはR形の構体の強度が適さない事や電気系統の完全な交換が必要となることから設置されず、代わりに夏場の自然換気をより促進させるため一部の窓を開閉可能な形状へと改造した。
2020年現在は事故で廃車となった2両（010、017）を除いた38両が在籍し、フランクフルト市電の各系統で使用されているが、12・14・18号線での定期運用は行われていない。2010年代後半には新型車両（T形）への置き換えが検討されていたが、市電の利用客増加に加えR形自体の性能も安定していた事から、T形の導入が始まる2022年以降も継続した仕様が発表されていた。だが、2021年にハンガリーの首都・ブダペストの路面電車（ブダペスト市電）への売却契約がブダペスト交通統括会社（BKK）との間に結ばれ、塗装変更や冷房の搭載などの改造を経て同年以降2026年までに35両が譲渡される事になっている。

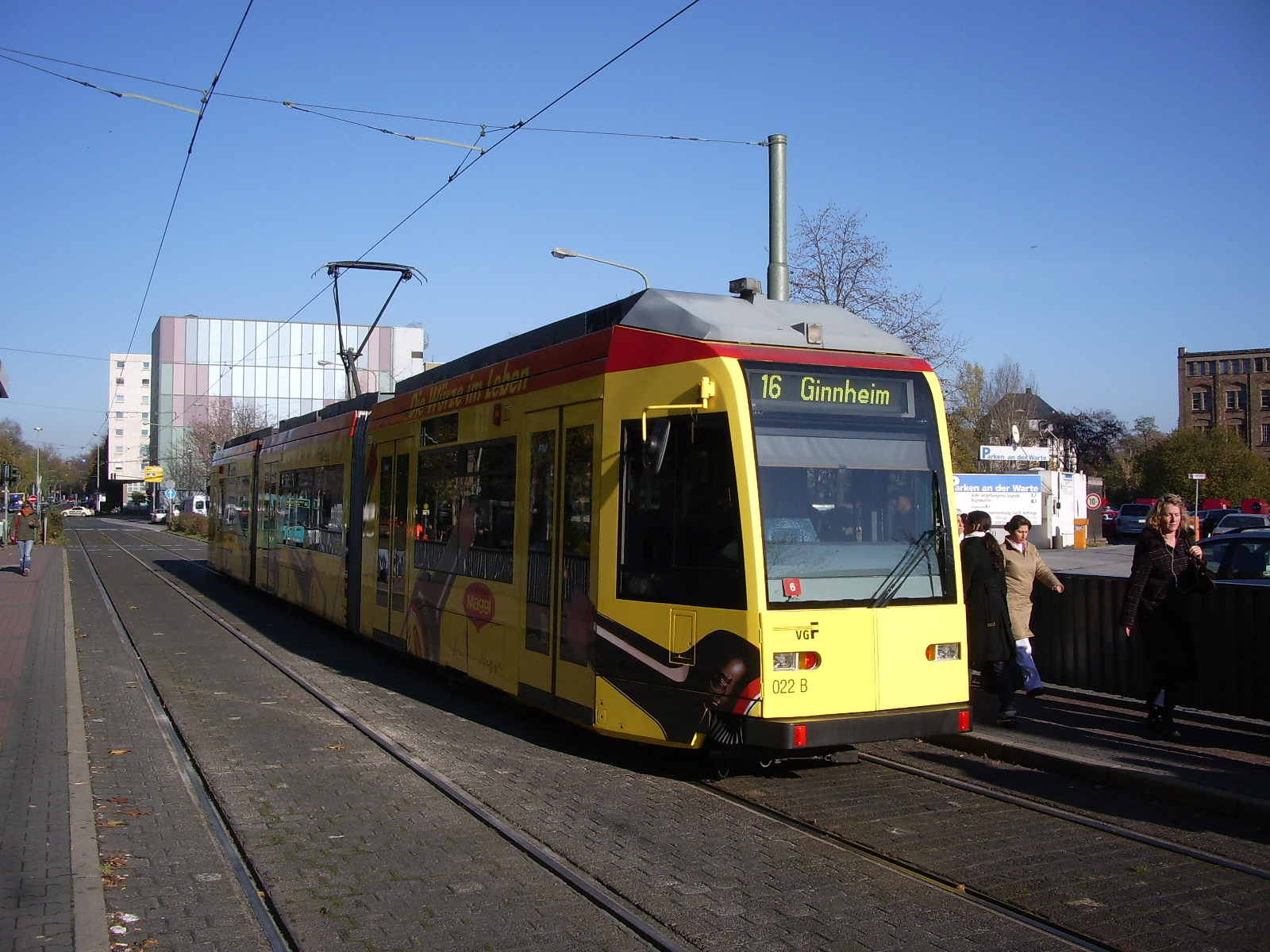
広告塗装（2005年撮影）
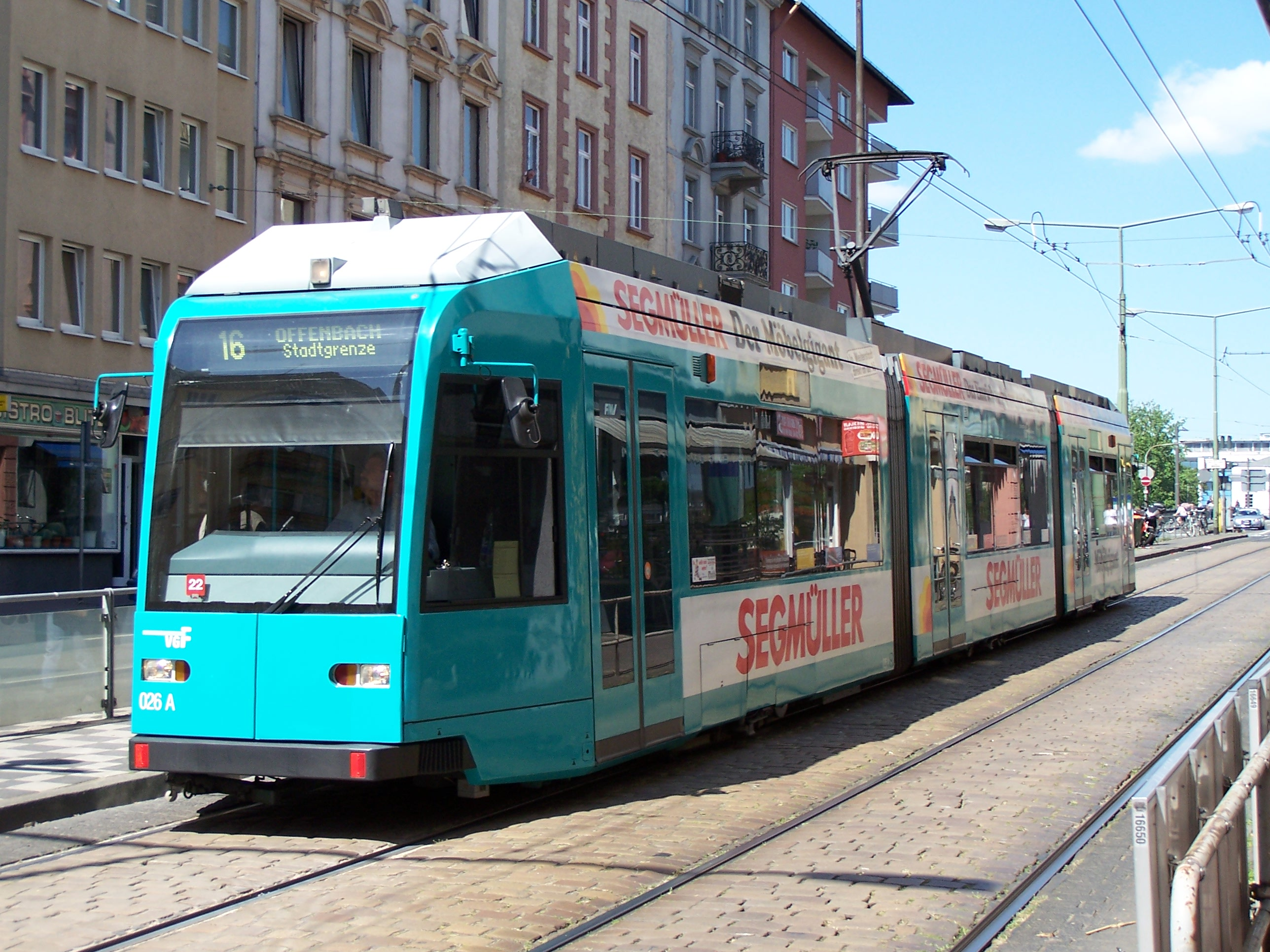
広告塗装（2007年撮影）